# Казимировская Слободка (Жлобинский район)
Казимировская Слободка (бел. Казіміраўская Слабодка) — деревня в Краснобережском сельсовете Жлобинского района Гомельской области Белоруссии.

## География

### Расположение
В 15 км на северо-запад от Жлобина, 4 км от железнодорожной станции Красный Берег (на линии Бобруйск — Жлобин), 108 км от Гомеля.

## Гидрография
На востоке мелиоративные каналы.

## Транспортная сеть
Транспортные связи по просёлочной, а затем автомобильной дороге Бобруйск — Гомель. Планировка состоит из прямолинейной, почти меридиональной улицы, застроенной двусторонне, деревянными крестьянскими усадьбами.

## История
По письменным источникам известна с XIX века как деревня в Степовской волости Бобруйского уезда Минской губернии. Согласно переписи 1897 года находился хлебозапасный магазин. В 1921 году в национализированном здании открыта школа. В 1930 году организован колхоз имени М. Горького, работали конная круподробилка и ветряная мельница. Во время Великой Отечественной войны 34 жителя погибли на фронте. В 1962 году к деревне присоединены посёлок Ключ, хутор Тёсы. В составе совхоза «Краснобережский» (центр — деревня Красный Берег).

## Население

### Численность
- 2004 год — 39 хозяйств, 69 жителей.

### Динамика
- 1897 год — 34 двора, 243 жителя (согласно переписи).
- 1925 год — 65 дворов.
- 1959 год — 227 жителей (согласно переписи).
- 2004 год — 39 хозяйств, 69 жителей.

## Известные уроженцы
1. Карпухин Василий Петрович (14.01.1924-19.01.2005), партизан, ветеран Великой Отечественной войны;
2. Маслов Владимир Васильевич (25.02.1940-28.08.2017), Отличник воздушного транспорта Российской Федерации.